# Virginia Slims of Houston 1988
Virginia Slims of Houston 1988 — жіночий тенісний турнір, що проходив на відкритих кортах з ґрунтовим покриттям Westside Tennis Club у Х'юстоні (США). Належав до турнірів 4-ї категорії в рамках Туру WTA 1988. Турнір відбувсь увісімнадцяте і тривав з 18 до 24 квітня 1988 року. Друга сіяна Кріс Еверт здобула титул в одиночному розряді.

## Фінальна частина

### Одиночний розряд
Кріс Еверт —  Мартіна Навратілова 6–0, 6–4
- Для Еверт це був 2-й титул в одиночному розряді за рік і 155-й — за кар'єру.

### Парний розряд
Катріна Адамс /  Зіна Гаррісон —  Лорі Макніл /  Мартіна Навратілова 6–7(4–7), 6–2, 6–4
- Для Адамс це був 2-й титул за сезон і 3-й — за кар'єру. Для Гаррісон це був 3-й титул за сезон і 13-й — за кар'єру.